# Inveraray Castle

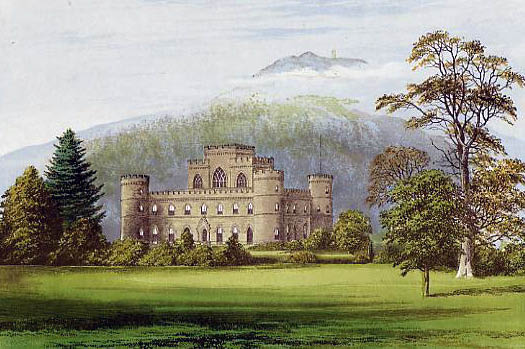
Inveraray Castle na grafice z 1880 r.

Inveraray Castle, Zamek Inveraray (gael. Caisteal Inbhir Aora) – zamek w zachodniej Szkocji, położony w pobliżu miasta Inveraray. Siedziba księcia Argyll, naczelnika klanu Campbell.

## Historia
Pierwszy projekt zamku powstał w roku 1720 i wykonany został przez architekta Johna Vanbrugha, autora projektu Blenheim Palace. W następnych latach projekt był modyfikowany przez kolejnych projektantów - Rogera Morrisa i Williama Adama, który nadzorował budowę zamku, rozpoczętą w 1746. Fundatorem budowli był Archibald Campbell, 3. książę Argyll. Budowę ukończono w roku 1789. Pierwszym mieszkańcem zamku był John Campbell, 5. książę Argyll i jego żona Elizabeth. Zamek wzniesiono w pobliżu dawniejszej twierdzy, która miała prawdopodobnie formę wieży mieszkalnej, a którą w czasie budowy zamku rozebrano. Przy okazji budowy wyburzono też zabudowania wsi Inveraray, a jej mieszkańców przeniesiono do nowo wybudowanego niewielkiego założenia miejskiego nad brzegiem Loch Fyne, które odtąd nosi nazwę Inveraray.
Zamek został uszkodzony w czasie dwóch poważnych pożarów - pierwszy miał miejsce w 1877, drugi w 1975 roku. W drugim pożarze zniszczeniu uległa część drugiego piętra zamku i dach, udało się jednak ocalić większość zabytkowego wyposażenia. Zniszczenia usunięto na początku lat 80., w roku 2008 rozpoczęto prace renowacyjne. Zamek jest siedzibą Torquhilla Campbella, 13. księcia Argyll i jego rodziny. Zabytkowe pomieszczenia parteru zamku i część komnat mieszkalnych na pierwszym piętrze jest udostępniona do zwiedzania. Zamek Inveraray stanowi jedną z głównych atrakcji turystycznych zachodniej Szkocji.

## Architektura
Styl architektoniczny zamku stanowi połączenie baroku, neogotyku i stylu palladiańskiego. Budowlę wzniesiono na planie kwadratu, z czterema wieżami w narożach. Wieże przykryte są stożkowatymi dachami. Zamek posiada trzy kondygnacje nadziemne oraz przyziemie, otoczony jest fosą. Na parterze znajdują się pomieszczenia reprezentacyjne, sale balowe i część pomieszczeń używanych przez właścicieli, piętra zajmują w większości pokoje mieszkalne. W centrum budowli znajduje się główny salon na rzucie kwadratu, którego wysokość sięga samego dachu zamku. Sufit salonu znajduje się na wysokości 21 metrów, jest przeszklony i doświetla również klatki schodowe prowadzące na wyższe piętra. Salon zamku uznawany jest za najwyższe pomieszczenie w Szkocji.
Wystrój wnętrz zamku zawiera zabytkowe meble z XVIII i XIX wieku. Szczególną wartość posiada wystrój sali jadalnej, ukończony w 1784 roku. W sali zachowały się polichromie autorstwa Girarda i Guinarda, nadwornych malarzy króla Anglii Jerzego IV. Główny salon mieści ekspozycję osiemnastowiecznej broni.
Zamek otoczony jest założeniem parkowym o powierzchni około 6 hektarów, w skład którego wchodzi ogród w stylu francuskim. Budowla znajduje się około 1,5 km od miasta Inveraray, w hrabstwie Argyll and Bute.